# Local Motors

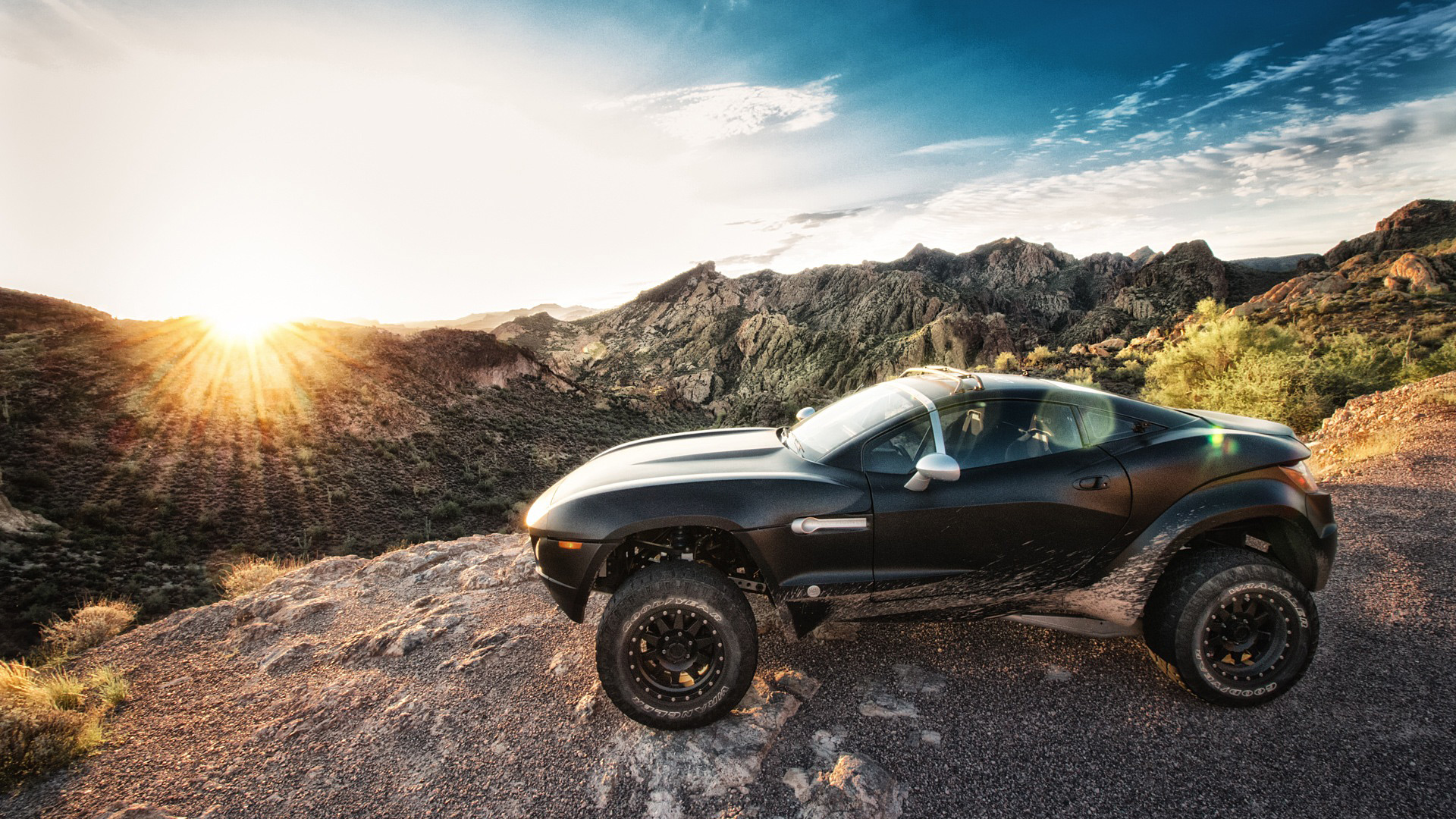
Rally Fighter 003

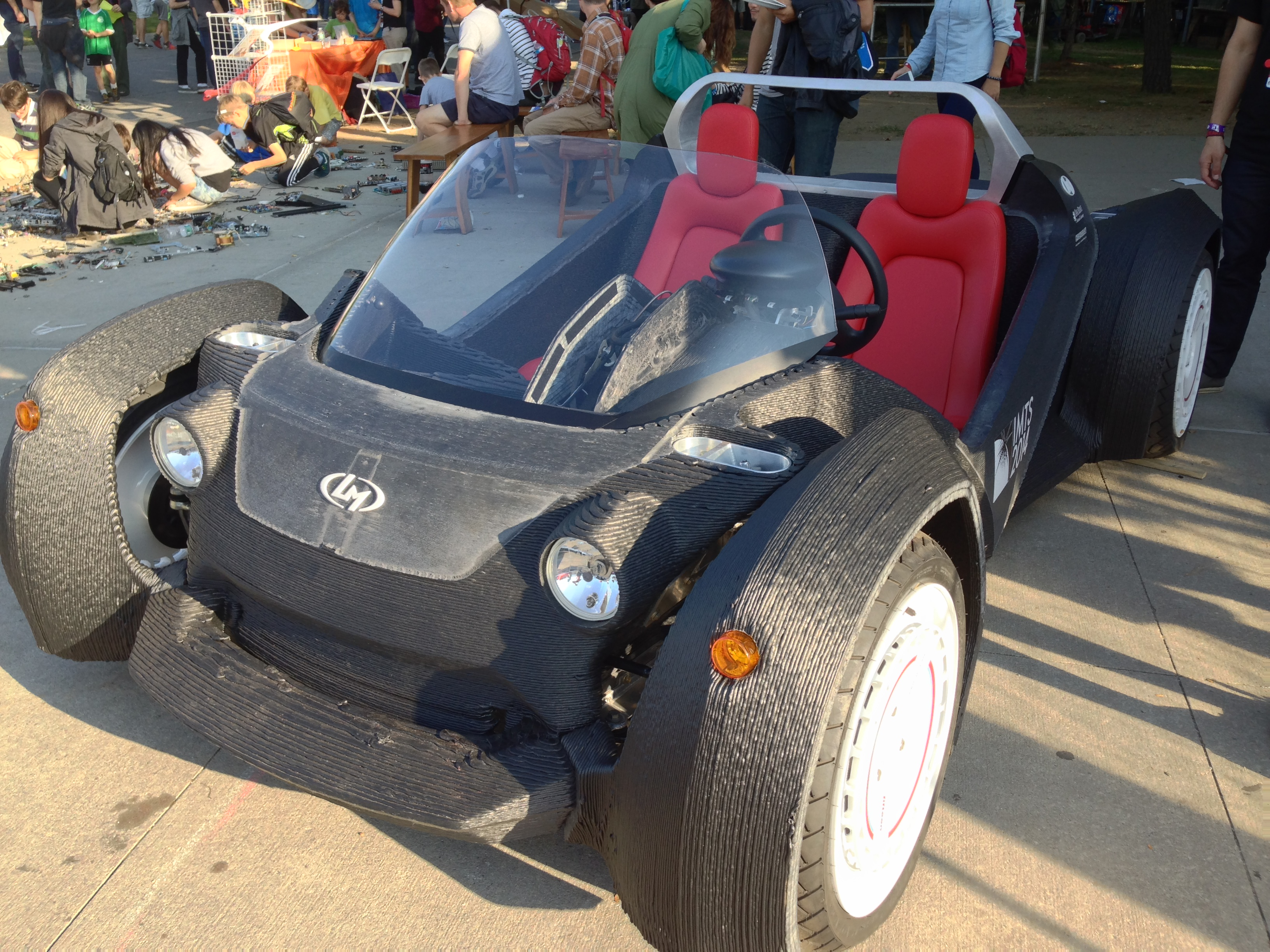
Strati

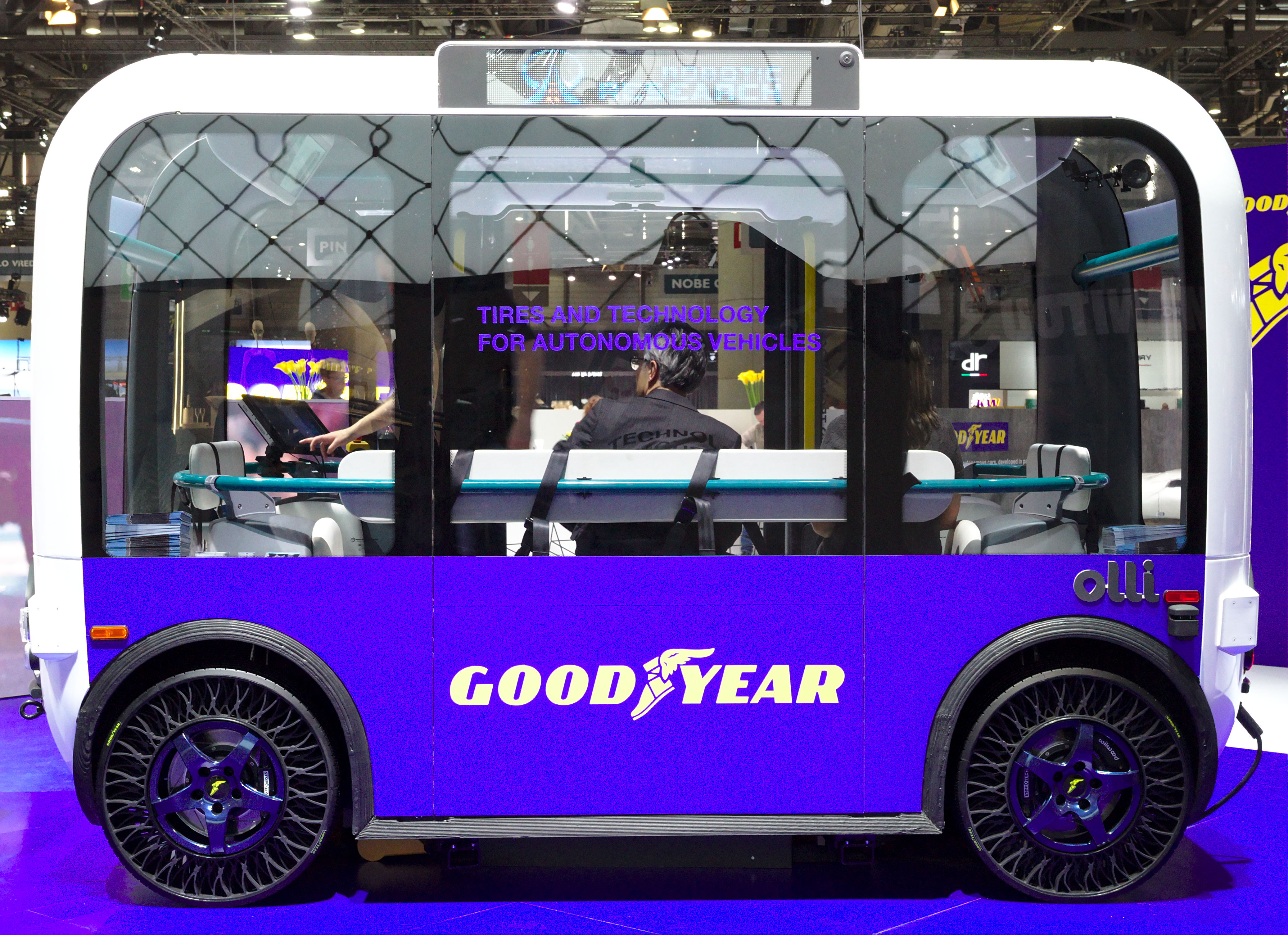
Olli

Local Motors – amerykański producent samochodów i elektrycznych autobusów z siedzibą w Phoenix działający w latach 2007–2022.

## Historia

### Początki
Przedsiębiorstwo Local Motors założył w 2007 roku John B. Rogers w amerykańskim mieście Phoenix w Arizonie obierając za cel budowę samochodów w ramach zasady otwartego oprogramowania (ang. open source), a także aktywnej wymiany myśli między pracownikami. W ramach tego założenia realizowane i dyskutowane są projekty firmy. Otwarty sposób funkcjonowania Local Motors pozwala na szeroką współpracę z zewnętrznymi podmiotami, a także na uwzględnianie projektów nie tylko ze strony osób o kierunkowym wykształceniu i profilu zawodowym, ale i ze strony innych zainteresowanych udziałem w procesie konstrukcyjnym. Jednym z największych partnerów Local Motors na przestrzeni ponad 10 lat działalności było nawiązanie współpracy z gigantem branży lotniczej, Airbusem.
Pierwszym modelem opracowanym przez Local Motors był pojazd o nazwie własnej Rally Fighter, który przedstawiony został w 2009 roku. Po 18 miesiącach procesu konstrukcyjnego, samochód terenowo-sportowy trafił do produkcji rok po deibiucie. Na przestrzeni lat samochód przyjął postać różnie pomalowanych prototypów, będąc legalnie dopuszczonym do ruchu na terenie Stanów Zjednoczonych.

### Zmiana profilu i schyłek
Poza seryjnym Rally Fighterem, Local Motors na przestrzeni lat swojej działalności silnie zaangażowało się także w budowę prototypów z nadwoziem w całości wykonanym w drukarce 3D. W 2014 roku tak zbudowano pierwszy w historii taki pojazd o przydomku Strati, a rok później - LM3D Swim. W 2016 roku zaprezentowano z kolei elektryczny autobus o autonomicznym napędzie, na którego wdrożeniu do produkcji firma odtąd się skoncentrowała. W marcu 2021 firma  ogłosiła, że planuje testy drogowe przedprodukcyjnych egzemplarzy autobusu na ulicach amerykańskiego stanu Tennessee.
Pomimo tego, w połowie stycznia 2022 roku firma zakończyła działalność z powodu braku wystarczającej ilości środków na dalszą działalność, znikając z rynku 15 latach istnienia. Projekt autonomicznego autobusu Olli, na którego rozwoju firma skoncentrowana była nieprzerwanie od 2016 roku, pozostał przez to jedynie w fazie prototypowej.

## Modele samochodów

### Historyczne
- Rally Fighter (2010–2016)

### Studyjne
- Strati (2014)
- LM3D Swim (2015)
- Olli (2016)